# Hapalemurins
Els hapalemurins (Hapalemurinae) són una subfamília de lèmurs. Conté dos gèneres: Hapalemur i Prolemur. Es tracta de primats majoritàriament nocturns i solitaris (que viuen com a màxim en parelles). Destaquen per la seva dieta extremadament especialitzada. Es nodreixen gairebé exclusivament de bambú o papir. La seva dieta està tan especialitzada que el seu cos pot tolerar concentracions de substàncies tòxiques (especialment el cianur típic del bambú) en concentracions fins a 20 vegades superiors a les concentracions letals pels humans, sense sofrir cap dany.